# Gran Premi de l'oest dels Estats Units del 1976

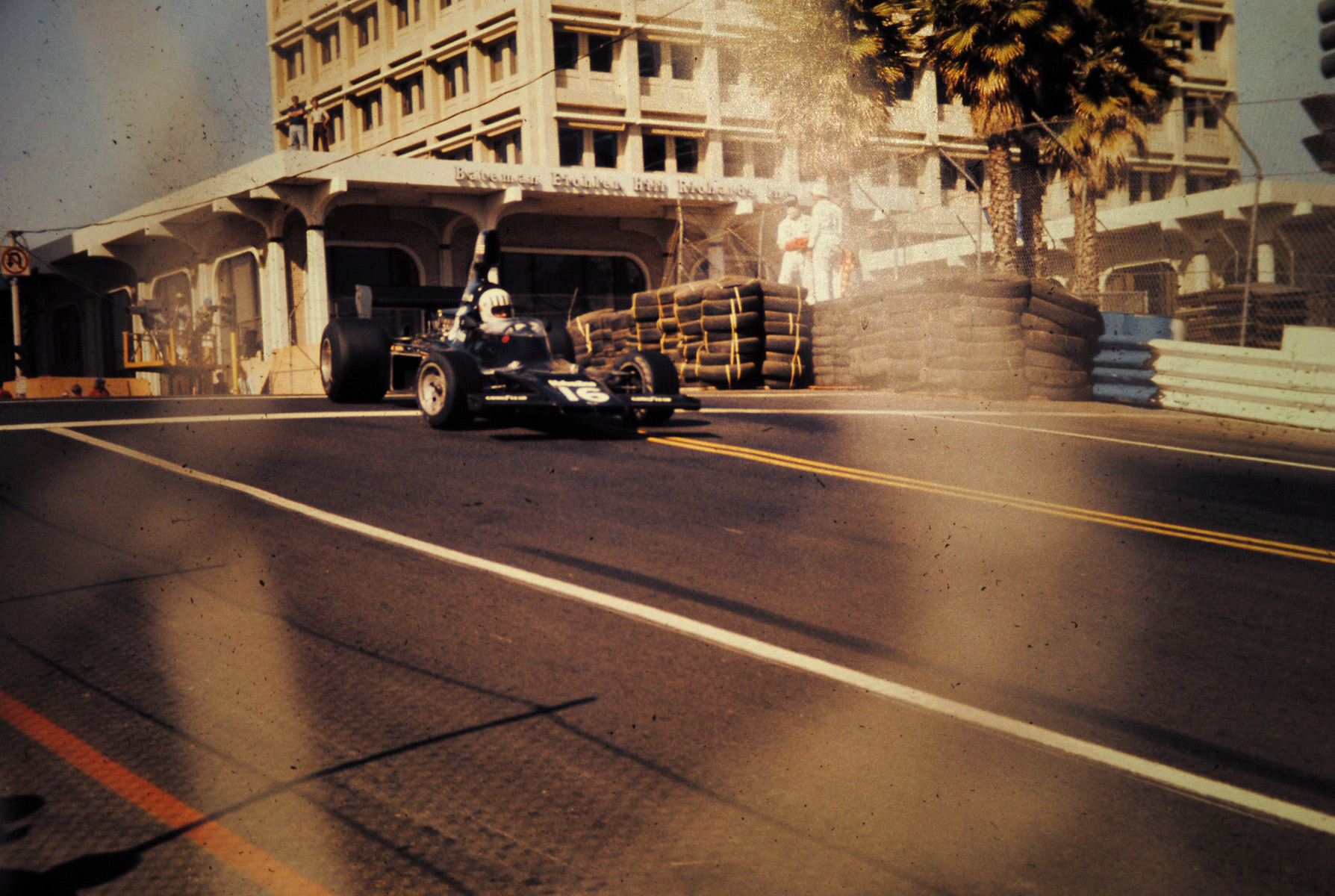
Imatge de la carrera al Circuit de Long Beach.

Resultats del Gran Premi de l'oest dels Estats Units de Fórmula 1 de la temporada 1976, disputat al Circuit de Long Beach, el 28 de març del 1976.

## Resultats
| Pos | No | Pilot              | Equip                  | Voltes | Temps/ Retirada  | Pos. de sortida | Punts |
| --- | -- | ------------------ | ---------------------- | ------ | ---------------- | --------------- | ----- |
| 1   | 2  | Clay Regazzoni     | Ferrari                | 80     | 1h 53' 18. 471   | 1               | 9     |
| 2   | 1  | Niki Lauda         | Ferrari                | 80     | + 42.414 s       | 4               | 6     |
| 3   | 4  | Patrick Depailler  | Tyrrell - Ford         | 80     | + 49.972 s       | 2               | 4     |
| 4   | 26 | Jacques Laffite    | Ligier - Matra         | 80     | + 1' 12.828 min. | 12              | 3     |
| 5   | 12 | Jochen Mass        | McLaren - Ford         | 80     | + 1' 22.292 min. | 14              | 2     |
| 6   | 30 | Emerson Fittipaldi | Fittipaldi - Ford      | 79     | + 1 Volta        | 16              | 1     |
| 7   | 17 | Jean Pierre Jarier | Shadow - Ford          | 79     | + 1 Volta        | 7               |       |
| 8   | 22 | Chris Amon         | Ensign - Ford          | 78     | + 2 Voltes       | 17              |       |
| 9   | 8  | Carlos Pace        | Brabham - Alfa Romeo   | 77     | + 3 Voltes       | 13              |       |
| 10  | 10 | Ronnie Peterson    | March - Ford           | 77     | + 3 Voltes       | 6               |       |
| NC  | 19 | Alan Jones         | Surtees - Ford         | 70     |                  | 19              |       |
| NC  | 28 | John Watson        | Penske - Ford          | 69     |                  | 9               |       |
| Ret | 3  | Jody Scheckter     | Tyrrell - Ford         | 34     | Suspensions      | 11              |       |
| Ret | 16 | Tom Pryce          | Shadow - Ford          | 32     | Paliers          | 5               |       |
| Ret | 27 | Mario Andretti     | Parnelli - Ford        | 15     | Pèrdua d'aigua   | 15              |       |
| Ret | 11 | James Hunt         | McLaren - Ford         | 3      | Accident         | 3               |       |
| Ret | 34 | Hans Joachim Stuck | March - Ford           | 2      | Accident         | 18              |       |
| Ret | 9  | Vittorio Brambilla | March - Ford           | 0      | Accident         | 20              |       |
| Ret | 7  | Carlos Reutemann   | Brabham - Alfa Romeo   | 0      | Accident         | 10              |       |
| Ret | 6  | Gunnar Nilsson     | Lotus - Ford           | 0      | Suspensions      | 8               |       |
| NVQ | 21 | Michel Leclère     | Wolf - Williams - Ford |        |                  | 0               |       |
| NVQ | 31 | Ingo Hoffman       | Fittipaldi - Ford      |        |                  | 0               |       |
| NVQ | 35 | Arturo Merzario    | March - Ford           |        |                  | 0               |       |
| NVQ | 5  | Bob Evans          | Lotus - Ford           |        |                  | 0               |       |
| NVQ | 20 | Jacky Ickx         | Wolf - Williams - Ford |        |                  | 0               |       |
| NVQ | 24 | Harald Ertl        | Hesketh - Ford         |        |                  | 0               |       |
| NVQ | 18 | Brett Lunger       | Surtees - Ford         |        |                  | 0               |       |

## Altres
- Pole: Clay Regazzoni 1' 23. 099

- Volta ràpida: Clay Regazzoni 1' 23. 076 (a la volta 61)